# Ragnarok (banda noruega)
Ragnarok es una banda de black metal noruega. Se formó en Sarpsborg, Østfold en 1994 por Jerv y Jontho, después de salir de Toth, su anterior banda. . Las letras incluyen la mitología nórdica, vikingos, la guerra, el Apocalipsis, el satanismo y el anticristianismo. El nombre del grupo proviene de la antigua palabra nórdica Ragnarök, el profetizado última batalla entre los dioses nórdicos y los gigantes. Ellos son "una de las bandas de metal negro más extremas en Noruega", lo que hace un uso intensivo de maquillaje y efectos especiales.

## Historia
Ragnarok se hizo un nombre por sí mismos a nivel local mediante la grabación de pistas de demostración y un álbum recopilatorio que incluye la canción "Et Vinterland i Nord" con su formación original, que consiste en Jerv en el bajo, Jontho en la batería, Rym a la guitarra y tomillo como el vocalista. La banda recibió buenos comentarios por su trabajo de demostración y pronto firmó con el Jefe marca de culto no encontrado Records, que lanzó de Ragnarok álbum debut Nattferd en 1995.
La banda fue en general insatisfechos con los registros de la cabeza no se encuentra, y la intención de dejar en 1996, pero se convenció de firmar un contrato por dos discos más, después de la etiqueta les ofreció un trato mucho mejor. Por desgracia, este acuerdo significaba que Ragnarok se vio obligado a rechazar un acuerdo con Century Media, quien expresó su interés en la firma de la banda después de un show en Oslo tarde ese mismo año.
En 1997, se comenzó a trabajar en el segundo álbum de Ragnarok, titulada Derivados Realm, que contó con Shagrath de la banda de Dimmu Borgir en los teclados. En 1998, Ragnarok fue de gira por primera vez, jugando ocho espectáculos en Dinamarca y Alemania, además Acceder al Festival de sangre en Leipzig. Al final del año comenzó a grabar Ragnarok Diabolical Age, su tercer disco. Diabolical La edad no fue terminada hasta finales de 1999, y por el momento en que fue lanzado en realidad Tomillo había dejado la banda, para ser reemplazado por el vocalista Astaroth, y Sander se había unido como segundo guitarrista. Muy pronto se hizo evidente, sin embargo, que Sander no estaba hecho para llevar a cabo con la banda, por lo que fue expulsado y reemplazado con Lord Arcamous poco después de la eventual liberación de Diabolical Age en 2000.
Más tarde, en 2000, Ragnarok se embarcó en una pequeña gira con la banda sueca satánica Masacre, en el curso de la cual se hizo evidente que Astaroth no fue capaz de continuar con la banda. Él dejó la banda después de la gira. Señor Arcamous rellena como vocalista para la grabación del álbum In Nomine Satanas en Regain Records, pero él mismo se sustituyó por Hoest de la banda Taake en 2002.
Después Hoest unió a la banda, Ragnarok gira por Europa y América del Norte y perfeccionó su sonido para su próximo álbum. Blackdoor milagro se registró en 2004, y tanto la banda y sus fanes estaban satisfechos con los resultados.
Después de una renovación de la alineación del miembro antiguo que queda, el batería Jontho, anunciaron que comenzarán una gira con la nueva formación La banda rara vez ha tocado en directo en los últimos años, pero estaban previstas para el 10 aniversario del Festival Inferno Metal en 2010. Cuando aparecieron allí en 2003, un revisor de HeavyMetal.no dijo su desempeño "muy bien equipado en [mi concepto de negro de metal], bueno y malo" y pareció agradar a un gran número de la multitud. y en diciembre de 2005 tuvieron su "primera vez en un evento libre de drogas" en St. Croix en Fredrikstad y fueron un gran éxito. ref>Jonas Rohde-Moe,
En marzo de 2010, lanzaron su nuevo álbum, los colectores del Rey, a través de Regain Records. [8] Un usuario en HeavyMetal.no llamó "algo del metal Negro más insistente y agarre que he escuchado en mucho tiempo."  El revisor en NecroWeb lo dio 7 de cada 10 puntos.
En mayo de 2012, se anunció que habían firmado con Agonia Records y liberarían un séptimo álbum.  Su séptimo álbum de estudio fue lanzado 31 de octubre en Europa y 6 de noviembre en Norteamérica bajo el nombre Imprecación.  </ref> Their seventh studio album was released October 31 in Europe and November 6 in North America under the name Malediction.
Después cantante Hans Fryste anunció su salida de la banda a principios de 2014, la banda anunció oficialmente su sustitución por último para el 14 de septiembre de 2014. El nuevo vocalista será baterista y fundador Ragnarok mismo Jontho, y su lugar detrás de la batería en el escenario se Dauden ser tomada por el batería Malignant.
El 29 de abril de 2017, el exbajista y cofundador Jerv murió en un accidente automovilístico.

## Miembros
- Jontho - voz (2014-presente), batería (1994-2013)
- Bolverk - guitarra (2010-presente)
- Malignant – batería (2015-present)

### Exmiembros
- DezeptiCunt - bajo y coros 2007 - 2016
- Hans - Voz 2008 -2014
- Hoest - voz 1999 - 2008
- Thyme - voz 1994 - 1999
- Astaroth - voz 2000 - 2001
- Lord Arcamous - voz 2001 - 2002
- Sander - guitarra rítmica 1999 - 2000
- Jerv - bajo 1994 - 2007
- Rym - guitarra 1994 – 2007

## Discografía
- Et Vinterland i Nord demo (1994)
- North Land demo (1995)
- Nattferd (1995)
- Arising Realm (1997)
- Diabolical Age (2000)
- In Nomine Satanas (2002)
- Blackdoor Miracle (2004)
- Collectors of the King (2010)
- Malediction (2012)[16]
- Psychopathology (2016)